# Kuang-hszü kínai császár
Kuang Hszü (Prince Chun Mansion, 1871. augusztus 14. – Csungnanhaj, 1908. november 14.) kínai császár 1875-től haláláig. Hosszú uralma alatt elődjének édesanyja, Ce-hszi császárné kormányzott, aki erős akaratú és rendkívül konzervatív volt, így megakadályozta, hogy a császár reformokat vezessen be birodalmában.
Kuang Hszü Tung-cse császár unokatestvéreként született, és Tung Cse halála után Kuang Hszüt Tung Cse édesanyja, Ce-hszi (1835–1908) juttatta a trónra. (A mindössze 4 éves új császár helyett Ce-hszi ellenőrizte a kormányzatot.) Bár Kuang Hszü édesapja, Ji Hszüan is élt, mégsem ő lett az új uralkodó.) Kuang Hszü 1887-ben lett nagykorú, de további két évet kellett várni, hogy kezébe vehesse a kormányzást. Ce-hszi ennek ellenére továbbra is kezében tartotta a fő hatalmat megőrizve politikai befolyását.
1898-ban Kuang Hszü végre megpróbálta érvényesíteni jogait: „a reform száz napja” néven ismertté vált időszak alatt haladónak tartott gondolkodókkal körülvéve reformrendeletek egész sorát adta ki. Tevékenysége a konzervatív tisztviselők ellenállásába ütközött, Jung-lu császári főparancsnok (1836–1903) pedig házi őrizetbe vette a császárt a saját palotájában elhíresztelve, hogy halálos beteg. A külföldi hatalmak nyomatékosított nemtetszése megmentette ugyan a császár életét, de Kuang Hszü ismét bábbá vált Ce-hszi kezében.
Amikor 1908. november 15-én elhunyt az idős Ce-hszi, bejelentették, hogy Kuang Hszü is egy nappal ezelőtt távozott az élők sorából. Igazolt, hogy a császár valóban betegeskedett ekkoriban, egyik utolsó intézkedéseként pedig unokaöccsét jelölte meg örököseként (a későbbi Pu-ji császárt) – ennek ellenére a halálának időpontját körüllengő kérdéskör napjainkig sincs kellően tisztázva.